# Miguel Ángel Nieto González
Miguel Ángel Nieto González (Madrid, 1943) es un periodista, escritor y profesor universitario español.

## Biografía
Es Doctor en Ciencias de la Información por la Universidad Complutense de Madrid, diplomado en periodismo por la Escuela de Periodismo de la Iglesia (sucesora de la Escuela de Periodismo de "El Debate". Estos estudios fueron posteriormente convalidados por la Escuela Oficial de Periodismo y más tarde por la Facultad de Ciencias de la Información de la Universidad Complutense de Madrid, obteniendo el así la Licenciatura en Ciencias de la Información. Licenciado en Ciencias del Trabajo, Graduado Social y diplomado en Emisiones y Producción de Radio. En 1962-1963 fue director y presentador de los Festivales de Música Moderna del Circo de Price. En 1963 colaboró en la emisora de radio La voz de Madrid. Dos meses después se incorpora a Radio España. en esa emisora, fue director y conductor del espacio Nosotros los jóvenes y participó, bajo la dirección de Bobby Deglané en Sobremesa 40 aniversario, Quién cantó las cuarenta, La Biblia Medida de la Verdad y El Parlamento de la Opinión Pública.
En 1967 pasa a la Cadena SER. En esta emisora presta servicios como redactor de los Servicios Informativos, Director de Matinal SER (1968) y Redactor Jefe de Hora 25 (1970), permaneciendo hasta 1975.
En 1982 formó parte de la plantilla fundadora de la nueva emisora Antena 3 Radio, siendo el conductor del programa inaugural el 4 de mayo de 1982. En la cadena dirigió y condujo los espacios El Primero de la Mañana (1982-1985), el magazine matinal Viva la gente (1985-1989) junto a Mayra Gómez Kemp, Viva la gente del Cole, Las tardes de Antena 3, El Campanario, hasta el cierre de la emisora en 1993.
En cuanto a sus incursiones en el medio televisivio, hizo labores de guionista para los espacios Informativo Juvenil, de Francisco García Novell y Directísimo (1975), con José María Íñigo, ambos para Televisión española. El 25 de diciembre de 1989 fue el primer rostro que apareció en la televisión privada al presentar el inicio de las  emisiones en pruebas de Antena 3 Televisión. También presentó el espacio que anunciaba el inicio de las emisiones regulares de la misma cadena, así como el primer espacio de Teletienda. 
Igualmente ha trabajado en prensa escrita en las siguientes publicaciones: revista musical Fonorama (Redactor Jefe) (1960), Diario Informaciones (1963), Nuevo Diario (1968), La Actualidad Española (1973) y ABC (1975-1980), como redactor parlamentario. 
Trabajó en las agencias Europa Press (1968) y Agencia EFE desde 1978 siendo nombrado Delegado en México (1978-1980) y en Houston (1980-1981). Tras el cierre de Antena 3 Radio regresó a la Agencia EFE. Entre 1993 y 2000, desarrolló su actividad en diferentes puestos, como Jefe del Área de Sociedad y Cultura,Jefe de Sección del Departamento de Televisión, Editor de la Sección de Nacional y Coordinador de Acciones Formativas.
Sus últimos pasos profesionales han discurrido por el mundo de la docencia, y ejerció como profesor adjunto del Departamento de Audiovisuales y Nuevas Tecnologías (del que fue director) en la Facultad de Humanidades y Ciencias de la Comunicación de la Universidad de San Pablo CEU.También profesor de Publicidad y Radio de la Universidad Abat Oliva de Barcelona. Anteriormente, durante su estancia en México, fue profesor de Radio en las Universidades Anhauac y Nuevo Mundo de esa capital.
Es autor de Bobby Deglané: el arquitecto de la radio española (2005).
Esta en posesión de los Premios :Antena de Oro, Micrófono de Oro de la Cadena SER, Periodista más seguro y Premio Internacional Rey de España,de Radio Por el programa "Don Juan, un Rey sin trono" emitido el día del fallecimiento del Conde de Barcelona